# Ernst Däweritz
Ernst Friedrich Däweritz (* 7. November 1839 in Doberschwitz; † 19. Oktober 1914 in Leisnig) war ein deutscher Landwirt und konservativer Politiker.

## Leben und Wirken
Der Sohn des Pferdners und Ortsrichters Georg Ernst Däweritz in Doberschwitz gehörte seit Gründung des Konservativen Vereins für Leisnig und Umgebung diesem an und war Mitglied von dessen Vorstand. Von 1886 bis 1900 war er stellvertretender Vorsitzender des Vereins, anschließend bis 1906 Vorsitzender. Er besaß ein Bauerngut mit 89 Hektar Land in Doberschwitz. 1903 zog er sich als Rentier nach Leisnig zurück.
Von 1899 bis 1909 vertrat er den 26. ländlichen Wahlkreis in der II. Kammer des Sächsischen Landtags. Zudem gehörte er der evangelisch-lutherischen Landessynode an.